# 1487 az irodalomban
Az 1487. év az irodalomban.

## Események
- Megjelenik a boszorkányokról szóló Malleus maleficarum című középkori mű, elterjedt magyar címe Boszorkánypöröly.

## Születések
- 1487 – Petar Hektorović raguzai horvát költő († 1572)